# Tomosvaryella moala
Tomosvaryella moala är en tvåvingeart som beskrevs av Skevington och Foldvari 2007. Tomosvaryella moala ingår i släktet Tomosvaryella och familjen ögonflugor.
Artens utbredningsområde är Fiji. Inga underarter finns listade i Catalogue of Life.